# Гвінея-Бісау
Гвіне́я-Біса́у, офіційно Респу́бліка Гвіне́я-Біса́у (порт. República da Guiné-Bissau) — держава на заході Африки, яка межує на півночі із Сенегалом, на сході й південному сході — з Гвінеєю, на південному заході її омиває Атлантичний океан.

## Географія
Держава знаходиться в Західній Африці. На півночі межує з Сенегалом (спільний кордон — 338 км); на сході — з Гвінеєю (386 км). На заході омивається водами Атлантичного океану, берегова лінія 160 км.
Рельєф країни являє собою пласку прибережну рівнину, порослу лісом, яка підіймається від узбережжя на схід і поступово переходить у савану.

## Історія
Колишня частина португальської колонії Гвінея і Зелений мис. Незалежність одержала 1974 року. Республіка Зеленого мису відмовилася об'єднатися в єдину державу. 1980 року президента державної ради змістили і встановлено революційну раду. Нову конституцію утвердили 1984 року, згідно з нею, Жуан Бернарду Вієйра став главою держави й уряду.

## Політична система
Гвінея-Бісау за формою правління є президентською республікою, глава держави — президент. Державний устрій — унітарна держава. Соціалістична багатопартійна республіка, яку довгий час (від 1980 року до своєї смерті у 2009 році) очолював Жуан Бернарду Вієйра.

### Парламент

#### Політичні партії
На парламентських виборах 28 листопада 1999 року до парламенту Гвінеї-Бісау пройшли такі політичні партії:
- Партія за соціальне оновлення — 38 місць (37 %);
- Африканська партія незалежності Гвінеї та Кабо-Верде — 28 місць (27 %);
- інші[3].

### Зовнішня політика

#### Українсько-гвінея-бісауські відносини
Уряд Гвінеї-Бісау офіційно визнав незалежність України 3 лютого 2003 року, дипломатичні відносини з Україною, у формі обміну нотами, встановлено 12 лютого 2009 року. Дипломатичних і консульських представництв в Україні не створено, найближче посольство Гвінеї-Бісау, яке відало багато років справами України, знаходилося в Москві (Росія). Справами України наразі в Гвінеї-Бісау відає українське посольство в Сенегалі.
26 жовтня 2022 року президент Гвінеї-Бісау Умару Сісоку Ембало став першим лідером африканської держави, який відвідав Україну після 24 лютого 2022 року. Водночас очільник держави також зберіг тісні стосунки з Росією, про що свідчить його візит 9 травня 2024 року на святкування так званого "дня побєди". 

### Державна символіка
Державний прапор являє собою триколор у панафриканських кольорах: ліворуч червона вертикальна смуга із чорною п'ятипроменевою зіркою, верхня права смуга жовтого кольору, нижня права смуга — зеленого. Побудований за зразком прапора Гани і прийнятий 24 вересня 1973 року.
Державний герб являє собою чорну п'ятипроменеву зірку на червоному тлі і морську мушлю, облямовані двома гілками оливи. Знизу на стрічці національний девіз: «Єдність, Боротьба, Прогрес». Герб затверджено у 1973 році.
Державний гімн — пісня «Це наша чудова країна» написана Амілкаром Кабралом на мелодію китайського композитора Сяо Хе у 1963 році. Офіційно затверджений у 1974 році після проголошення незалежності. У 1976—1995 роках був також гімном Кабо-Верде.

## Адміністративно-територіальний поділ
В адміністративно-територіальному відношенні територія держави поділяється на: 9 регіонів (8 континентальних + 1 округ Болама на архіпелазі Біжаґош), які входять до складу 3 провінцій за стандартом ISO 3166-2:GW. Столиця країни виділена в самостійний округ Бісау, найменший за площею, але найбільший за населенням. Острівний округ Болама заселений найменш усього.
| № | Округ   | Округ (порт.) | Провінція | Адміністративний центр | Площа, км² | Населення, чол. (2009) | Щільність, чол./км² |
| - | ------- | ------------- | --------- | ---------------------- | ---------- | ---------------------- | ------------------- |
| 1 | Бісау   | Bissau        |           | Бісау                  | 78         | 387 909                | 4973,19             |
| 2 | Бафата  | Bafatá        | Східна    | Бафата                 | 5 981      | 210 007                | 35,11               |
| 3 | Біомбо  | Biombo        | Північна  | Кіньямел               | 838        | 97 120                 | 115,89              |
| 4 | Болама  | Bolama        | Південна  | Болама                 | 2 624      | 34 563                 | 13,17               |
| 5 | Габу    | Gabu          | Східна    | Габу                   | 9 150      | 215 530                | 23,56               |
| 6 | Кашеу   | Cacheu        | Північна  | Кашеу                  | 5 175      | 192 508                | 37,20               |
| 7 | Кінара  | Quinara       | Південна  | Фулакунда              | 3 138      | 63 610                 | 20,27               |
| 8 | Ойо     | Oio           | Північна  | Бісора                 | 5 403      | 224 644                | 41,58               |
| 9 | Томбалі | Tombali       | Південна  | Катіо                  | 3 736      | 94 939                 | 25,41               |
|   | Всього  |               |           |                        | 36 123     | 1 520 830              | 42,10               |

## Збройні сили
Чисельність збройних сил у 2000 році складала 9,25 тис. військовослужбовців. Загальні витрати на армію склали 3 млн доларів США. Збройні сили частково комплектуються за призовом. Мобілізаційні ресурси 313,6 тис. осіб.
Сухопутні війська: 6,8 тис. вояків у складі 6 батальйонів (1 танковий, 5 піхотних), 1 артилерійський дивізіон, розвідувальна і інженерна роти. На озброєнні армії стоять: 10 танків Т-34, 15 ПТ-76, 10 БРДМ-2, 55 БТРів, 8 120-мм мінометів, 34 ЗАУ, ПЗРК «Стріла-2».
У складі військово-повітряних сил 100 вояків. Парк літаків та вертольотів: 3 МіГ-17Ф, 1 SA-318, 2 SA-319.
Військово-морські сили складаються з 350 осіб на 2 прикордонних катерах.

## Економіка
Гвінея-Бісау — відстала аграрна держава. Валовий внутрішній продукт (ВВП) у 2006 році склав 1,2 млрд доларів США (169-те місце у світі); що у перерахунку на одну особу становить 900 доларів (181-ше місце у світі). Промисловість разом із будівництвом становить 12 % від ВВП держави; аграрне виробництво разом з лісовим господарством і рибальством — 62 %; сфера обслуговування — 26 % (станом на 2006 рік). Зайнятість активного населення у господарстві країни розподіляється так: 82 % — аграрне, лісове і рибне господарства; 18 % — промисловість і будівництво, сфера обслуговування (станом на 2006 рік). Гвінею-Бісау вважають однією з найбідніших країн у світі, де 80 % населення є неписьменними і проживає нижче межі бідності. Ще однією проблемою є корумпованість органів влади і служб безпеки, що зробило державу раєм для наркоторговців, які переправляють через країну наркотики з Південної Америки до Європи.

### Валюта
Національною валютою країни слугує франк КФА.

### Промисловість
Головні галузі промисловості: харчова, деревообробна і будівельних матеріалів.

### Енергетика
За 2004 рік вироблено 58 млн кВт·год електроенергії (експортовано 0 млн кВт·год); загальний обсяг спожитої — 54 млн кВт·год (імпортовано 0 млн кВт·год).
У 2004 році споживання нафти склало 2,5 тис. барелів на добу, природний газ не використовується для господарських потреб.

### Агровиробництво
У сільськогосподарському обробітку знаходиться 51 % площі держави. Головні сільськогосподарські культури: арахіс, просо, бавовна, рис, кукурудза.

### Туризм
У 1996 році Гвінеї-Бісау, через брак відповідної інфраструктури, відвідало лише декілька тис. іноземних туристів США.

### Зовнішня торгівля

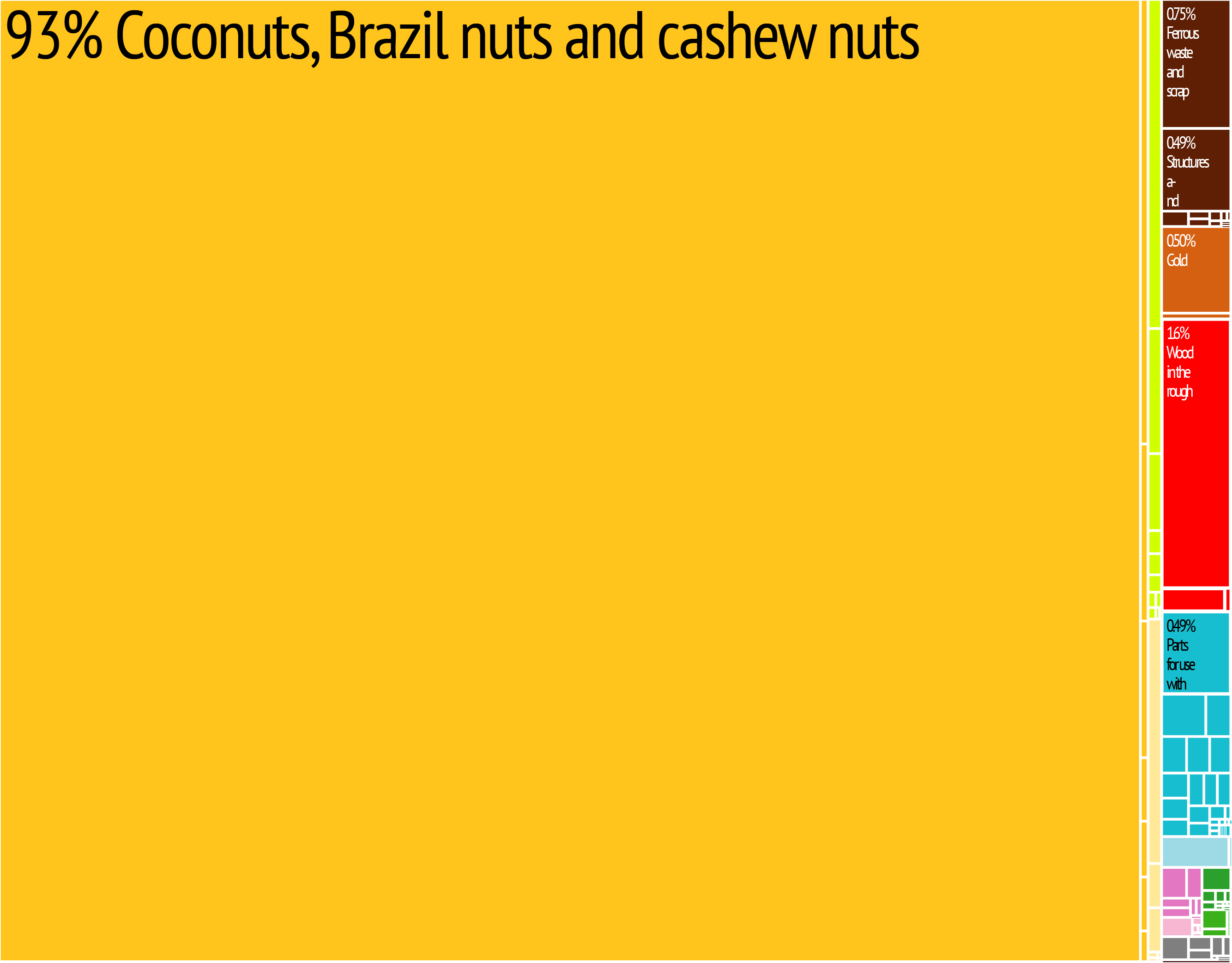
Структура експорту Гвінеї-Бісау, 2009 рік

Основні торговельні партнери Гвінеї-Бісау: Індія, Італія, Нігерія, Сенегал, Португалія.
Держава експортує деревину, арахіс, бавовну. Основні покупці: Індія (72 %); Нігерія (17 %); Еквадор (4 %). У 2006 році вартість експорту склала 116 млн доларів США.
Держава імпортує промислові вироби та харчові продукти. Основні імпортери: Італія (25 %); Сенегал (18 %); Португалія (15 %). У 2006 році вартість імпорту склала 176 млн доларів США.

## Населення

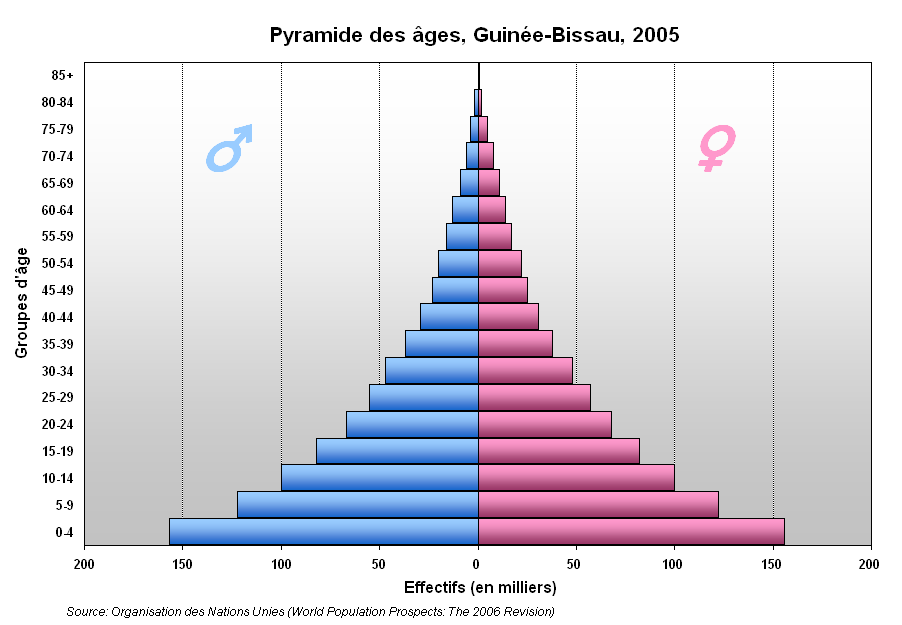
Вікова піраміда населення Гвінеї-Бісау

Населення держави у 2006 році становило 1,4 млн осіб (145-те місце у світі). Населення країни у 1950 році складало 551 тис. осіб, у 1970-му — 487 тис., у 1990-му — 983 тис. Густота населення: 36,4 особи/км² (132-ге місце у світі). Згідно зі статистичними даними за 2006 рік, народжуваність 37,2 ‰; смертність 16,5 ‰; природний приріст 20,7 ‰.
Нація Гвінеї-Бісау відносно молода, вікова піраміда населення має такий вигляд (станом на 2006 рік):
- діти віком до 14 років — 41,1 % (0,29 млн чоловіків, 0,29 млн жінок);
- дорослі (15-64 років) — 55,6 % (0,38 млн чоловіків, 0,42 млн жінок);
- особи похилого віку (65 років і старіші) — 3 % (0,018 млн чоловіків, 0,025 млн жінок).

### Урбанізація
Рівень урбанізованості у 2000 році склав 26 % (майже 80 % міського населення припадає на столицю). Головні міста держави: Бісау (388 тис. осіб), Бафата (22 тис. осіб), Габу (14 тис. осіб).

### Етнічний склад
Головні етноси, що становлять гвінея-бісауську націю: баланте — 25 %, фульбе — 20 %, манджара — 12 %.

### Мови
Державна мова: португальська. В офіційному вжитку також кріоуло (діалект португальської) та місцеві африканські мови.

### Релігії
Головні релігії держави: анімізм — 54 % населення, іслам — 38 %, християнство — 8 %.

### Охорона здоров'я
Очікувана середня тривалість життя у 2006 році становила 46,9 року: для чоловіків — 45 років, для жінок — 48,8 року. Смертність немовлят до 1 року становила 105 ‰ (станом на 2006 рік). Населення забезпечене місцями в стаціонарах лікарень на рівні 1 ліжко-місце на 370 жителів; лікарями — 1 лікар на 3250 жителів (станом на 1995 рік). 
У 1993 році лише 25 % населення забезпечено питною водою.

### Освіта
Рівень письменності у 2003 році становив 42,4 %: 58,1 % серед чоловіків, 27,4 % серед жінок.
Витрати на освіту в 1996 році склали 2,8 % від ВВП.

### Інтернет
У 2006 році всесвітньою мережею Інтернет у Гвінеї-Бісау користувались 26 тис. осіб.